# Perryopolis
Perryopolis es un borough ubicado en el condado de Fayette en el estado estadounidense de Pensilvania. En el año 2000 tenía una población de 1,764 habitantes y una densidad poblacional de 382 personas por km².

## Geografía
Perryopolis se encuentra ubicado en las coordenadas 40°5′9″N 79°45′8″O / 40.08583, -79.75222

## Demografía
Según la Oficina del Censo en 2000 los ingresos medios por hogar en la localidad eran de $33,092 y los ingresos medios por familia eran $43,676. Los hombres tenían unos ingresos medios de $34,667 frente a los $23,854 para las mujeres. La renta per cápita para la localidad era de $17,829. Alrededor del 4.3% de la población estaba por debajo del umbral de pobreza.